# Saint-Nicolas-des-Motets
Saint-Nicolas-des-Motets is een gemeente in het Franse departement Indre-et-Loire (regio Centre-Val de Loire) en telt 243 inwoners (2004). De plaats maakt deel uit van het arrondissement Tours.

## Geografie
De oppervlakte van Saint-Nicolas-des-Motets bedraagt 12,6 km², de bevolkingsdichtheid is 19,3 inwoners per km².
De onderstaande kaart toont de ligging van Saint-Nicolas-des-Motets met de belangrijkste infrastructuur en aangrenzende gemeenten.

## Demografie
Onderstaande figuur toont het verloop van het inwonertal (bron: INSEE-tellingen).